# Wilsonville (Oregón)
Wilsonville es una ciudad ubicada en los condados de Clackamas y Washington en el estado estadounidense de Oregón. En el año 2000 tenía una población de 13.991 habitantes y una densidad poblacional de 805.1 personas por km².

## Geografía
Wilsonville se encuentra ubicada en las coordenadas 45°18′24″N 122°45′59″O / 45.30667, -122.76639.

## Demografía
Según la Oficina del Censo en 2000 los ingresos medios por hogar en la localidad eran de $52,515, y los ingresos medios por familia eran $65,172. Los hombres tenían unos ingresos medios de $43,480 frente a los $28,395 para las mujeres. La renta per cápita para la localidad era de $29,786. Alrededor del 5.6% de la población estaban por debajo del umbral de pobreza.